# Arthropodium neocaledonicum
Arthropodium neocaledonicum là một loài thực vật có hoa trong họ Măng tây. Loài này được Baker mô tả khoa học đầu tiên năm 1877.